# Burg Iberg

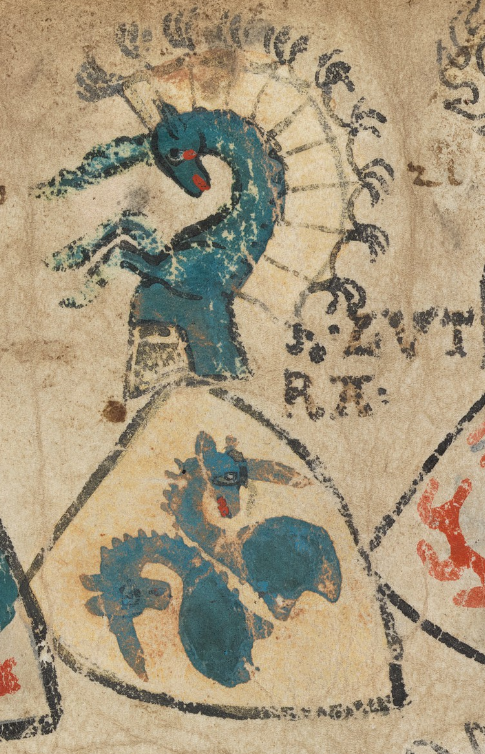
Wappen der Erbauer

Die Ruine von Burg Iberg, auch Yberg oder Yburg, liegt in der Gemeinde Wattwil im schweizerischen Kanton St. Gallen. Sie wurde nach 1230 von den Herren von Iberg, Ministerialen der Fürstabtei St. Gallen errichtet und war von 1838 bis 1901 eine Ruine. In den Jahren 1901–1902 wurde sie mithilfe des Bundes wiederaufgebaut und erhielt den Status einer Burg.

## Lage
Die Ruine der Höhenburg liegt auf einem Hügel südwestlich von Wattwil auf 740 m. ü. M. mit Blick übers Thurtal zwischen Lichtensteig und Ebnat-Kappel sowie den Zugang zum Rickenpass und zur Laad.

## Geschichte
Iberg wurde als Burganlage nach 1240, wahrscheinlich von Heinrich von Iberg, einem Dienstmann der Fürstabtei St. Gallen, erbaut. Sie diente wohl als Verwaltungszentrum für die Güter und Rechte des Klosters um Wattwil. Der Name leitete sich vermutlich von einem Flurnamen («Eibenberg») ab und wurde nach dem Bau der Burg von den ansässigen Dienstleuten angenommen, die sich urkundlich erstmals 1240 «de Iberch» nannten. Durch Lehen und Rodungen bauten sie zusammen mit Gütern und Rechten die Herrschaft Iberg mit den Dörfern Wattwil und Kappel auf. Diese ging jedoch spätestens 1471 im Toggenburgischen Herrschaftsverband des Klosters auf.
1249 eroberte Graf Kraft I. von Toggenburg Burg Iberg im Rahmen der kriegerischen Auseinandersetzung mit der Fürstabtei St. Gallen als Folge des Toggenburger Brudermordes 1226. Angeblich soll er die Burg in «Kraftsberg» umbenannt haben, musste sie aber 1255 endgültig an das Kloster zurückerstatten. 1290 wurde Iberg von Konrad von Gundelfingen, dem von König Rudolf von Habsburg unterstützten Gegenabt von St. Gallen, belagert und erobert, fiel jedoch bereits 1292 nach der Einigung mit Konrad von Gundelfingen wieder zurück an den St. Galler Abt Wilhelm von Montfort. Während der Appenzellerkriege wurde Burg Iberg 1405 von den Appenzellern erobert und zerstört.
Fürstabt Kuno von Stoffeln liess Iberg als Vogteisitz nach 1408 wieder herrichten. Seit die Grafschaft Toggenburg 1468 zur Fürstabtei St. Gallen gehörte, residierte der St. Galler Landvogt von Toggenburg zeitweise auf Iberg. Während des Dreissigjährigen Krieges lagerten die Kirchenschätze des Klosters in seinen Kellern. 1710 besetzten die aufständischen Toggenburger Iberg, mussten es nach dem Toggenburgerkrieg 1718 im Frieden von Baden aber wieder an die Abtei zurückgegeben. Die Burg wurde aber entfestigt. Die Fürstabtei überliess die Gebäude darauf Lehensleuten, die ein Wirtshaus darin einrichteten. Die Anlage zerfiel darauf zusehends.
Nach der Aufhebung der Fürstabtei kam Iberg 1805 in Privatbesitz und wurde bis 1835 bewohnt, als der Fabrikant Jakob Schwander aus Ärger, dass die Gemeinde Wattwil seinen Vorschlag ablehnte, ein Armenhaus auf Iberg einzurichten, bis 1835 alle Dachstühle abbrechen und Ziegel und Mauerwerk fortführen liess. Dies beschleunigte den Zerfallsprozess stark. Nach dem Übergang, in den Besitz der Gemeinde Wattwil 1883, der Industrielle Georg Friedrich Anderegg hatte die Burg an die Gemeinde vererbt, stellte diese 1901–1902 das Dach des Bergfriedes wieder her, sicherte die Mauern und rekonstruierte Teile der Anlage als Ausflugsziel, so die oberen Stockwerke des Bergfriedes, einen Teil der Ringmauer und das Burgtor. 2011 wurde die Anlage zuletzt aufwendig erneuert.

## Anlage
Der Burghügel war auf drei Seiten mit einem Ringgraben und Wallaufschüttungen geschützt, auf der Südseite fällt er steil zum Hagbachtobel ab. Die mit einer Ringmauer umgebene Burganlage bildet ein unregelmässiges Vieleck und umfasst einen 9 × 8,7 × 25 m grossen Bergfried mit fünf Stockwerken und früher auch einen Palas sowie Wirtschaftsgebäude. Die Mauern des Bergfriedes sind 1,8 m bis 2,2 m dick. Der alte Hocheingang befindet sich auf der Südostseite, ca. 5 m über dem Hof. Der mit einem rekonstruierten Treppenhaus ausgestattete Bergfried wird heute ebenerdig betreten.